# كراكة حلق الوادي

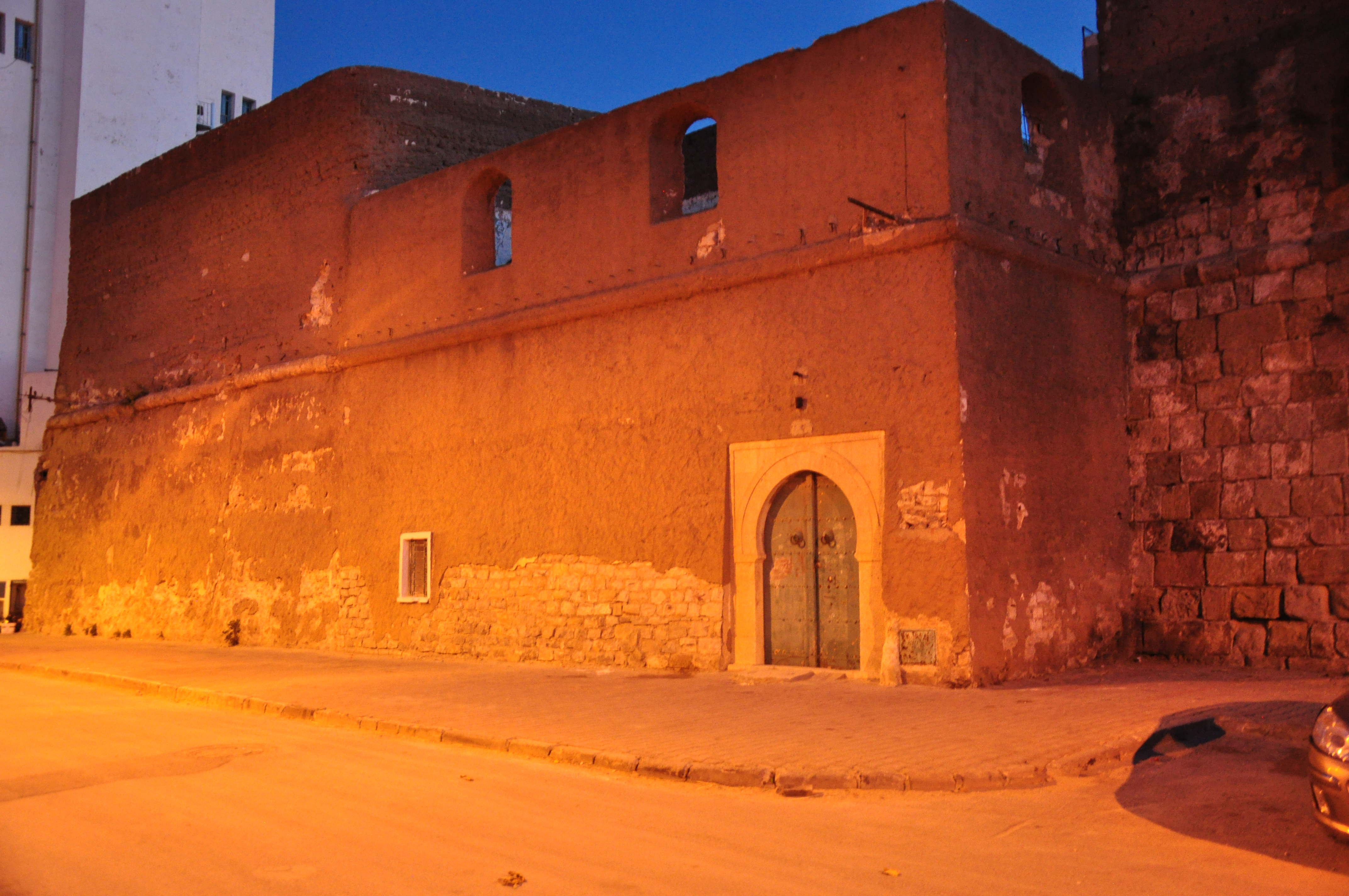
معلم كراكة حلق الوادي في الليل.

كراكة حلق الوادي هو معلم أثري تونسي، موجود بمدينة حلق الوادي في شمال تونس العاصمة، تم إنشاؤه في أوائل القرن السادس عشر. مشيد من مزيج من الحجارة الصغيرة والمداميك الحجريّة الكبيرة. تعتبر الكراكة من المعالم الأثرية المصنفة من طرف المعهد الوطني للتراث.

## التاريخ
أول نواة للمعلم شيدت في أوائل القرن السادس عشر وهي عبارة عن برج مراقبة صغير. طرأت عدة تغييرات على المعلم بعدها وهي كالآتي:
- 1534: تحويل البرج الصغير إلى حصن على يد القائد العثماني خير الدين بربروس.
- 1535: ترميم المعلم على يدي الملك الإسباني كارلوس الخامس إثر انتصاره في حربه ضد بربروس.
- 1556: توسيع المعلم وتدعيمه وذلك ببناء حصون بارزة على الجهات الأربعة من طرف كارلوس الخامس.
- 1574: تدمير بعض أجزاء المعلم من طرف الجيوش العثمانية في حربها ضد الإسبان.
- خلال القرنين السابع عشر والثامن عشر: ترميم المعلم.
- 1795: تشييد جدار حماية إضافي على شكل نصف دائرة عند الجهة الأمامية المقابلة للبحر من المعلم.
- 1965: ترميم معلم الكراكة.

## مقالات ذات صلة
- قائمة المعالم الأثرية المصنفة في ولاية تونس